# Österåkers kyrka, Uppland
Österåkers kyrka är en kyrkobyggnad som tillhör Österåker-Östra Ryds församling i Stockholms stift. Kyrkan ligger öster om sjön Garnsviken, några kilometer norr om centrala Åkersberga.

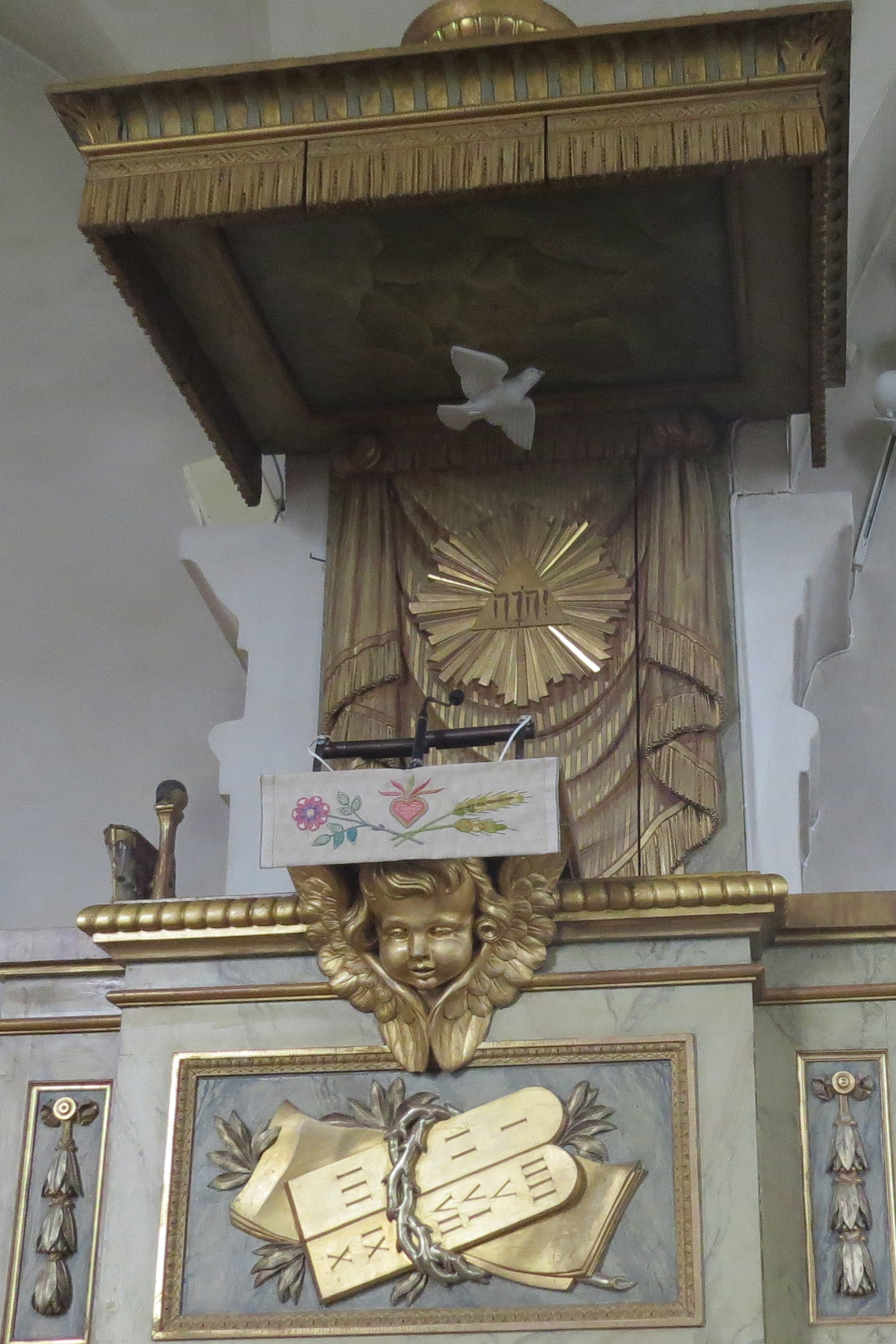
Predikstol från 1791 med tetragrammet JHWH i solsymbolen

## Kyrkobyggnaden
Kyrkobyggnadens äldsta partier härrör sannolikt från 1200-talet. De är av gråsten och utgörs av långhusets två västra travéer. Kanske ingick även det breda kyrktornet vid västra sidan, vars bottenvåning finns kvar och fungerar som vapenhus. Ursprungliga koret är rivet. Under 1300-talet har kyrkan förlängts varvid den gamla östmuren rivits. Det nya koret byggdes i samma bredd som långhuset och utgör det nuvarande långhusets östra travé. Dessa nya partier liksom de senare är av tegel. Kyrkan välvdes och dekorerades med kalkmålningar. Nuvarande sakristian byggdes, likaså ett vapenhus i söder och här fanns troligen huvudingången. 
Före 1647 rasade kyrktornets övre delar, men det kom att dröja länge innan det sattes i stånd. Samma år, 1647, upprättade Gabriel Oxenstiernas änka Brita Kurck på Smedby och friherre Gustaf Banér på Tuna ett kontrakt med murmästaren Hans Ferster. Korets östmur revs och kyrkan förlängdes med ett polygont avslutat gravkor med ett underjordiskt gravvalv för de båda släkterna. Vid dessa arbeten inträffade ett ras i nordmuren vilket ledde till en stor restaurering. Under Fersters ledning ombyggdes sakristian och tunnvälvdes, en kraftig strävpelare byggdes i dess nordmur; kyrkans murar förhöjdes, långhusfönstren utvidgades, nya valv slogs och i södra långmuren byggdes en portal av sandsten med ätterna Kurcks och Oxenstiernas vapen. 
1705 revs vapenhuset i söder och 1750 revs kyrktornets övre delar varefter dess bottenvåning inreddes till vapenhus. Kyrkans sadelformade yttertak med utåtsvängda fall spåntäcktes. En stor restaurering ägde rum 1951–1952. Då insattes den nuvarande, slutna bänkinredningen som ersättning för den öppna från 1877. Orgelläktaren i väster utvidgades. Koret genomgick en omfattande restaurering 1986 och återställdes såvitt möjligt till sitt äldsta skick. En altartavla från 1799 flyttades, altaret och altarringen borttogs. Det igensatta 1600-talsfönstret i öster återupptogs. Ett nytt altare murades.

## Inventarier
- Äldsta inventarium är en dopfunt i gotländsk kalksten från 1100-talet. Funten står numera i vapenhuset.
- Idag används en dopfunt som skänktes till kyrkan 1672 av Gabriel Oxenstierna. Funten är av brun Ölandskalksten och försedd med ornament.
- Predikstolen i klassicistisk stil tillverkades 1791 efter ritningar av arkitekt Thure Wennberg. Den ersatte en äldre predikstol från 1630-talet. Predikstolen täcks av ett ljudtak som bland annat är dekorerat med stiliserade fransar.

### Orglar
- 1837 byggde Pehr Zacharias Strand, Stockholm en orgel. Fasaden ritades av Fredrik Blom.
- 1926 byggde E A Setterquist & Son, Örebro en orgel med 12 stämmor, två manualer och pedal.
- Nuvarande orgel på 38 stämmor tillverkades 1970 av den danska firman Marcussen & Søn, Aabenraa, Danmark. Orgeln är mekanisk och har fria kombinationer. Fasaden är från 1837 och 1970 ritad av Fredrik Blom respektive Lars-Olof Torstensson.

| Huvudverk I       | Svällverk II            | Bröstverk III       | Pedal         | Koppel |
| Principal 8'      | Gedackt 16'             | Trägedackt 8'       | Principal 16´ | I/P    |
| Gedackt 8'        | Italiensk Principal 8'  | Quintadena 8'       | Subbas 16'    | II/P   |
| Oktava 4'         | Rörflöjt 8'             | Koppelflöjt 4'      | Oktava 8'     | III/P  |
| Spetsflöjt 4'     | Gamba 8'                | Principal 2'        | Gedackt 8'    | II/I   |
| Spetskvint 2 2/3' | Oktava 4'               | Nasat 1 1/3'        | Oktava 4'     | III/I  |
| Oktava 2'         | Traversflöjt 4'         | Sesquialtera 2 chor | Nachthorn 2'  |        |
| Mixtur 5 chor     | Waldflöjt 2'            | Cymbel 2 chor       | Mixtur 5 chor |        |
| Dulcian 16'       | Kornett 3 chor          | Krumhorn 8'         | Basun 16'     |        |
| Trumpet 8'        | Mixtur 4 chor           | Tremulant           | Trumpet 8'    |        |
|                   | Trompette harmonique 8' |                     | Zinka 4'      |        |
|                   | Clarion 4'              |                     |               |        |
|                   | Tremulant               |                     |               |        |

#### Kororgel
- En kororgel flyttades hit 1984. Den var byggd 1979 av Jacoby Orgelverkstad, Stockholm. Orgeln är mekanisk.

| Manual        | Pedal      | Koppel  |
| Gedackt 8'    | Subbas 16' | Man/Ped |
| Principal 4'  |            |         |
| Gemshorn 4'   |            |         |
| Svegel 2'     |            |         |
| Nasard 1 1/3' |            |         |

## Bilder

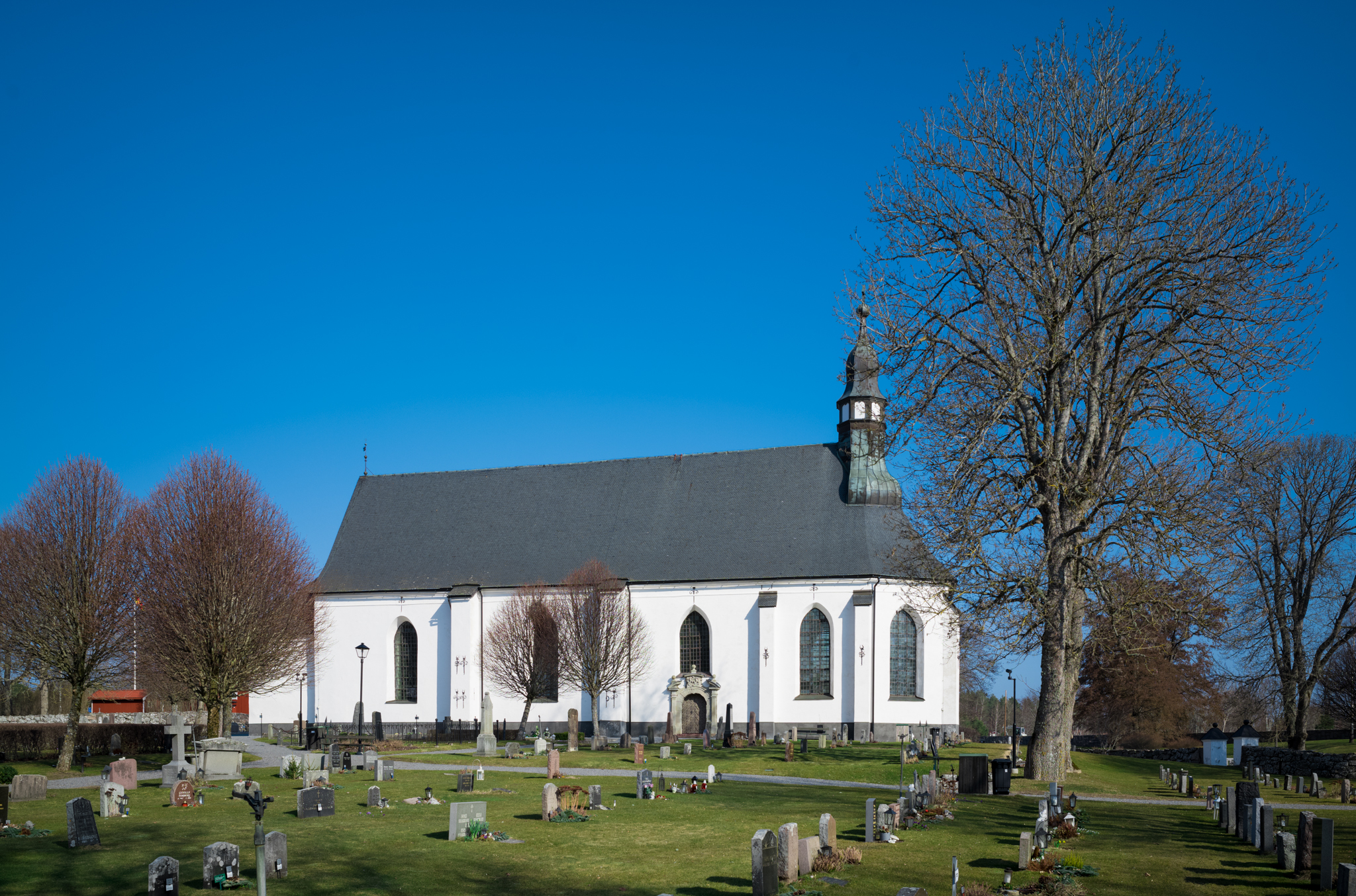
Vy från söder
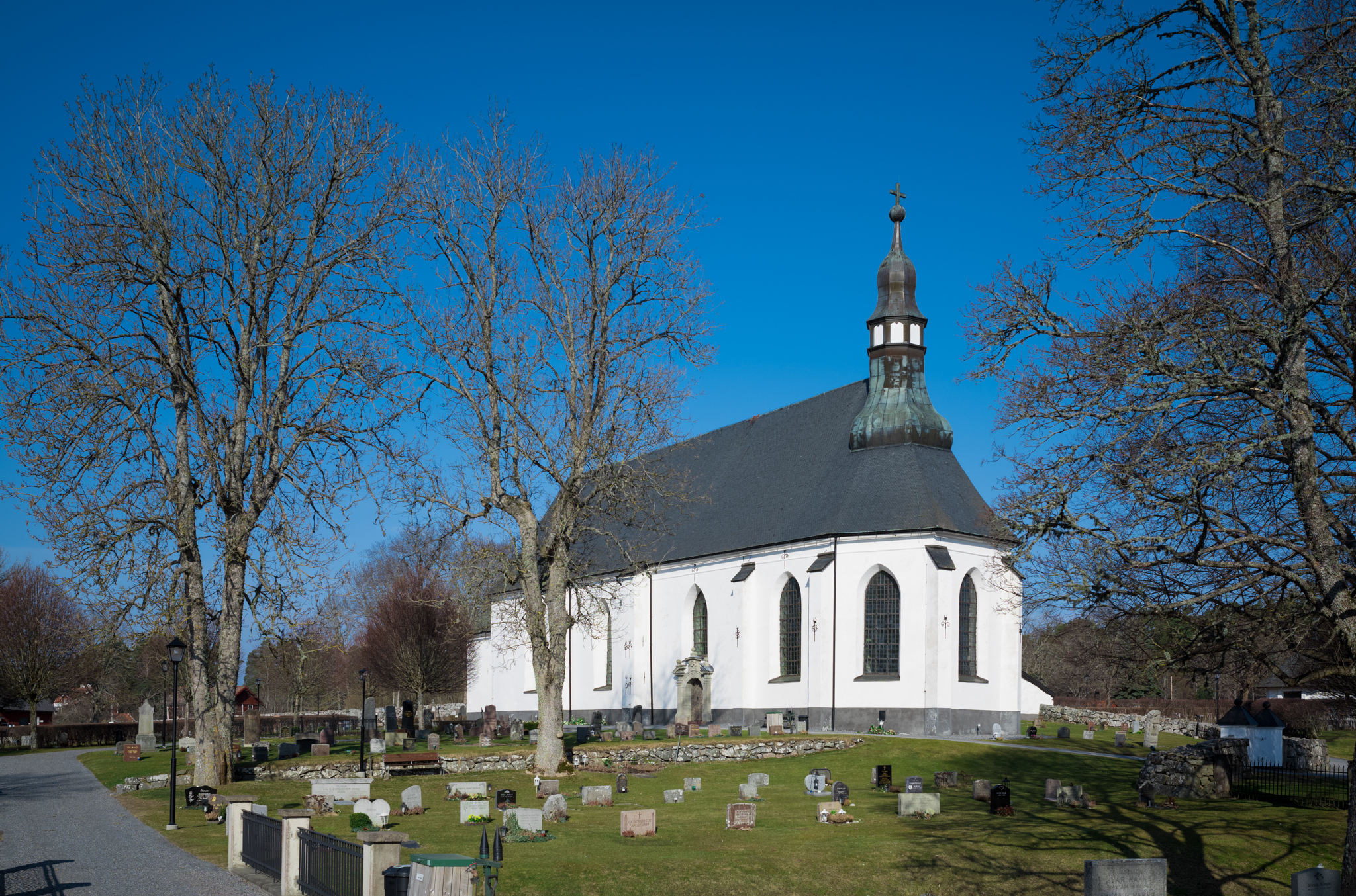
Vy från sydost
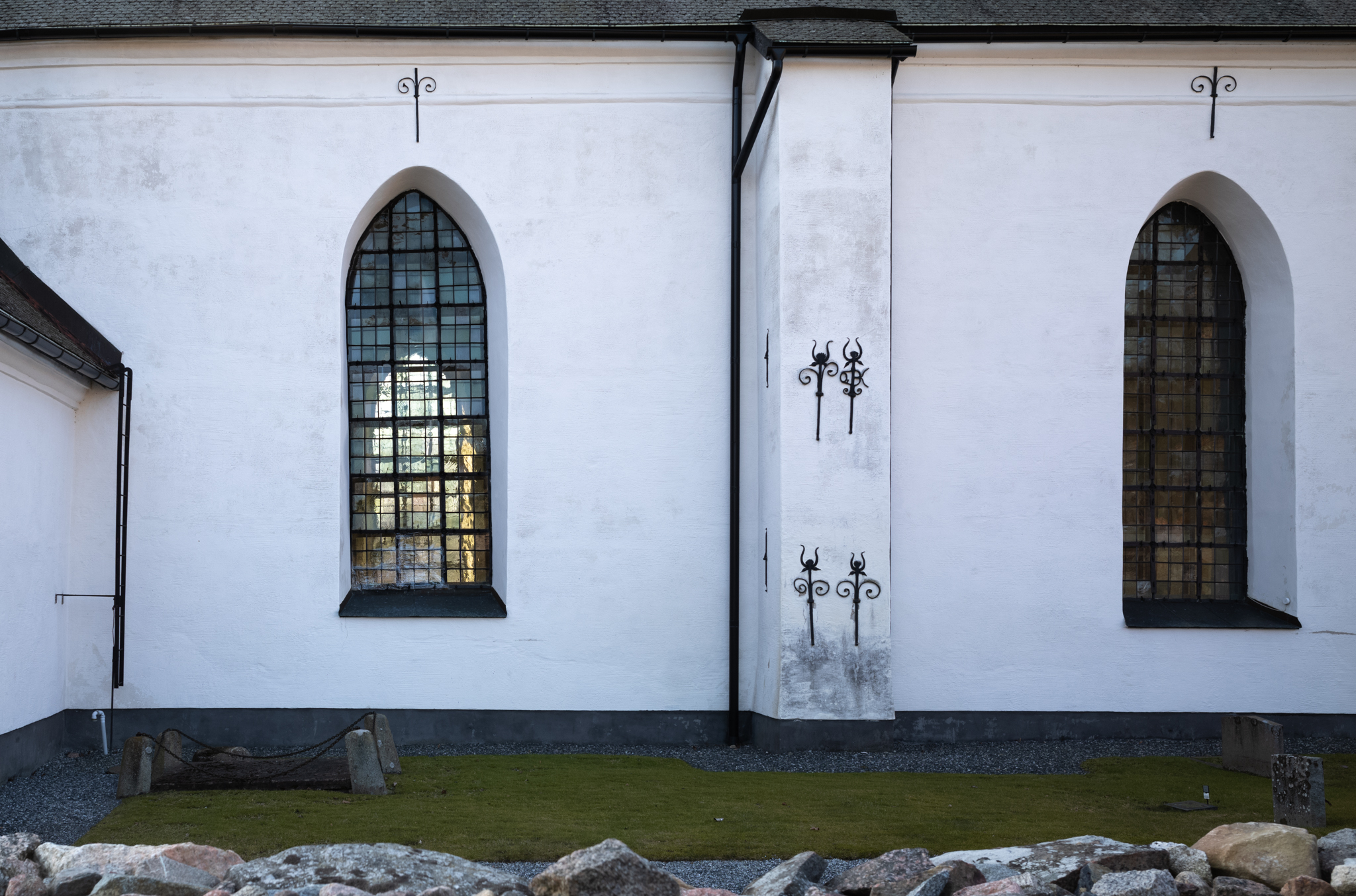
Fönster på långhuset mot norr
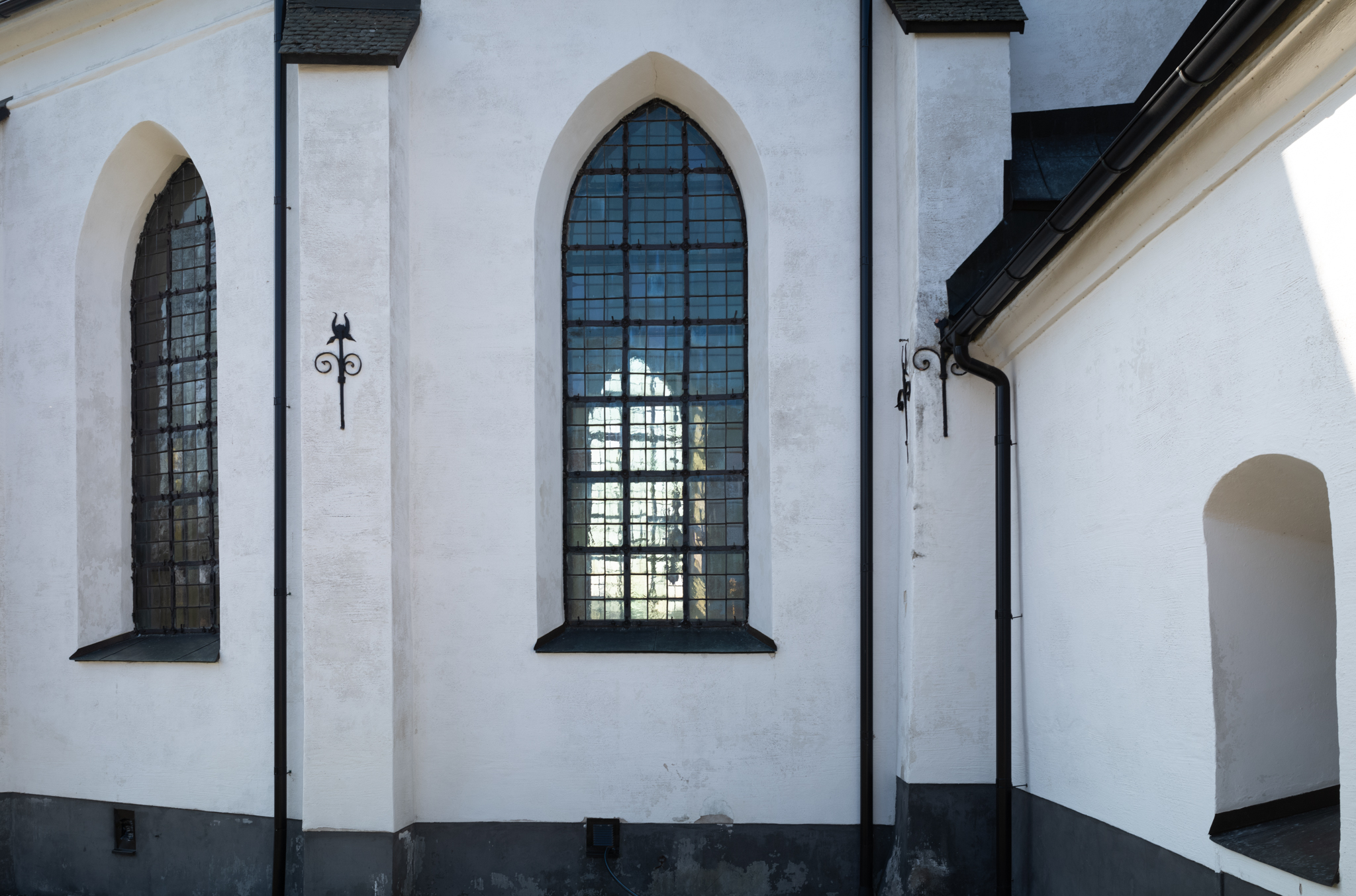
Fönster på koret mot norr
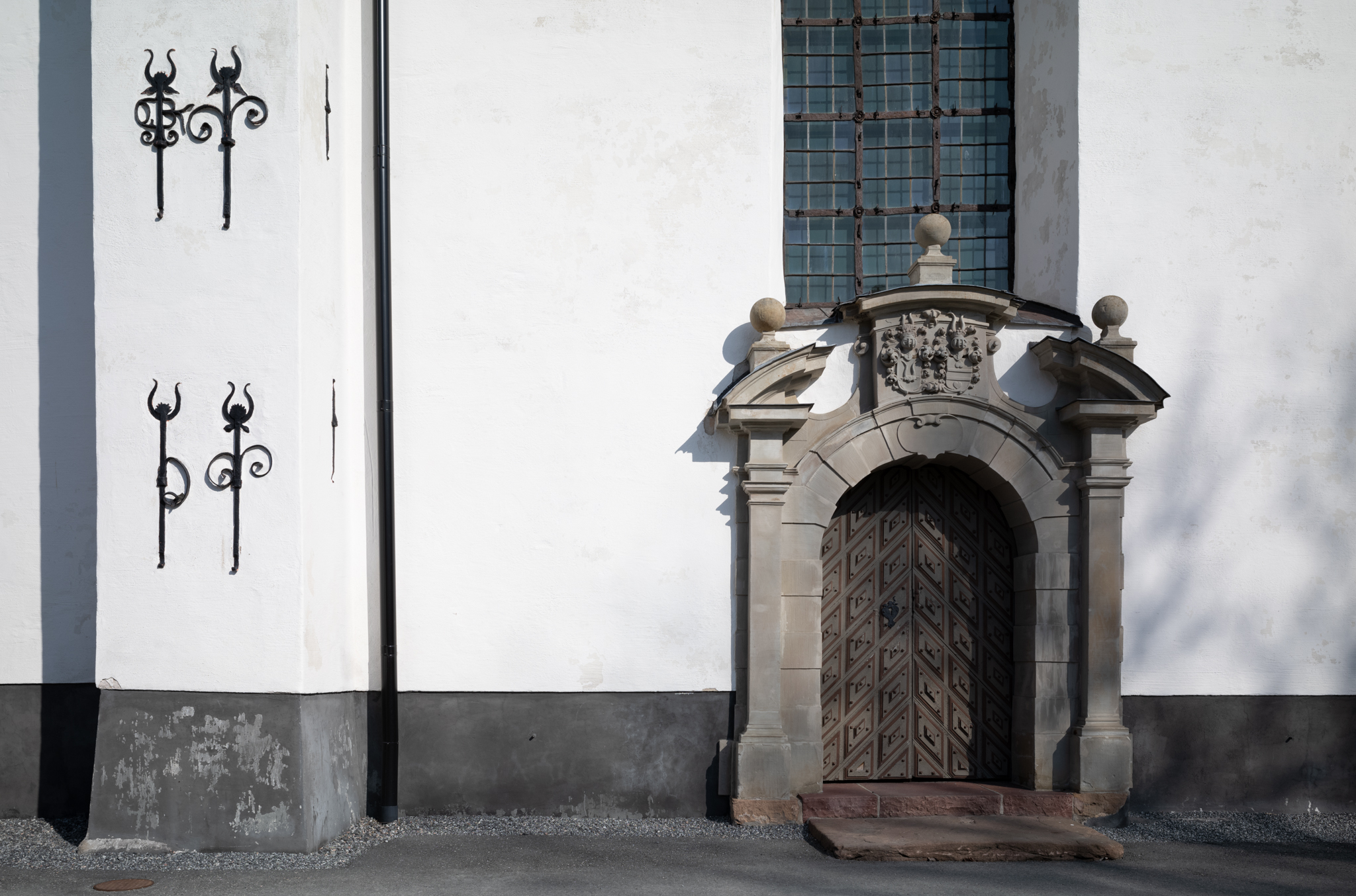
Port mot söder
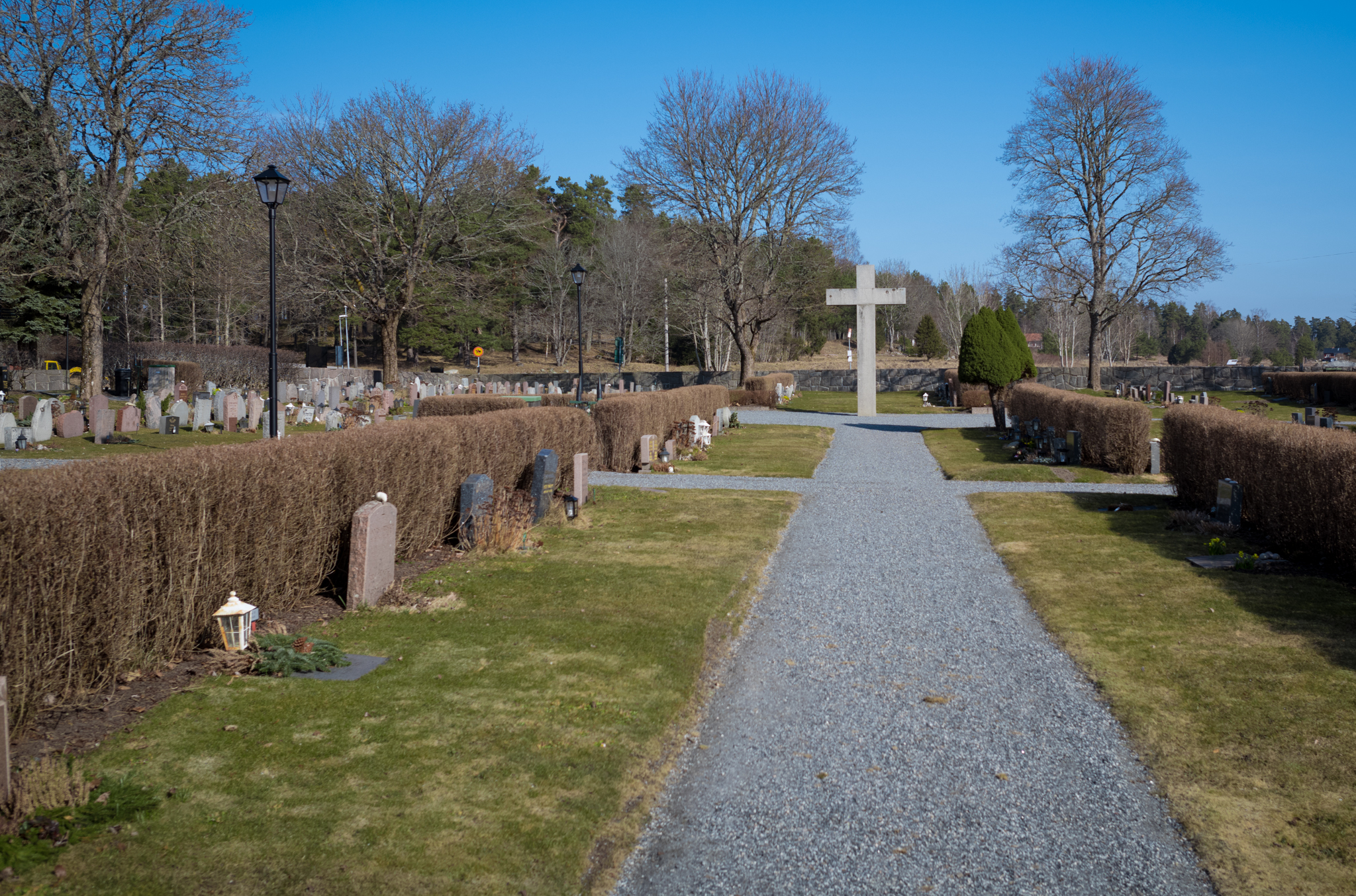
Norra delen av kyrkogården
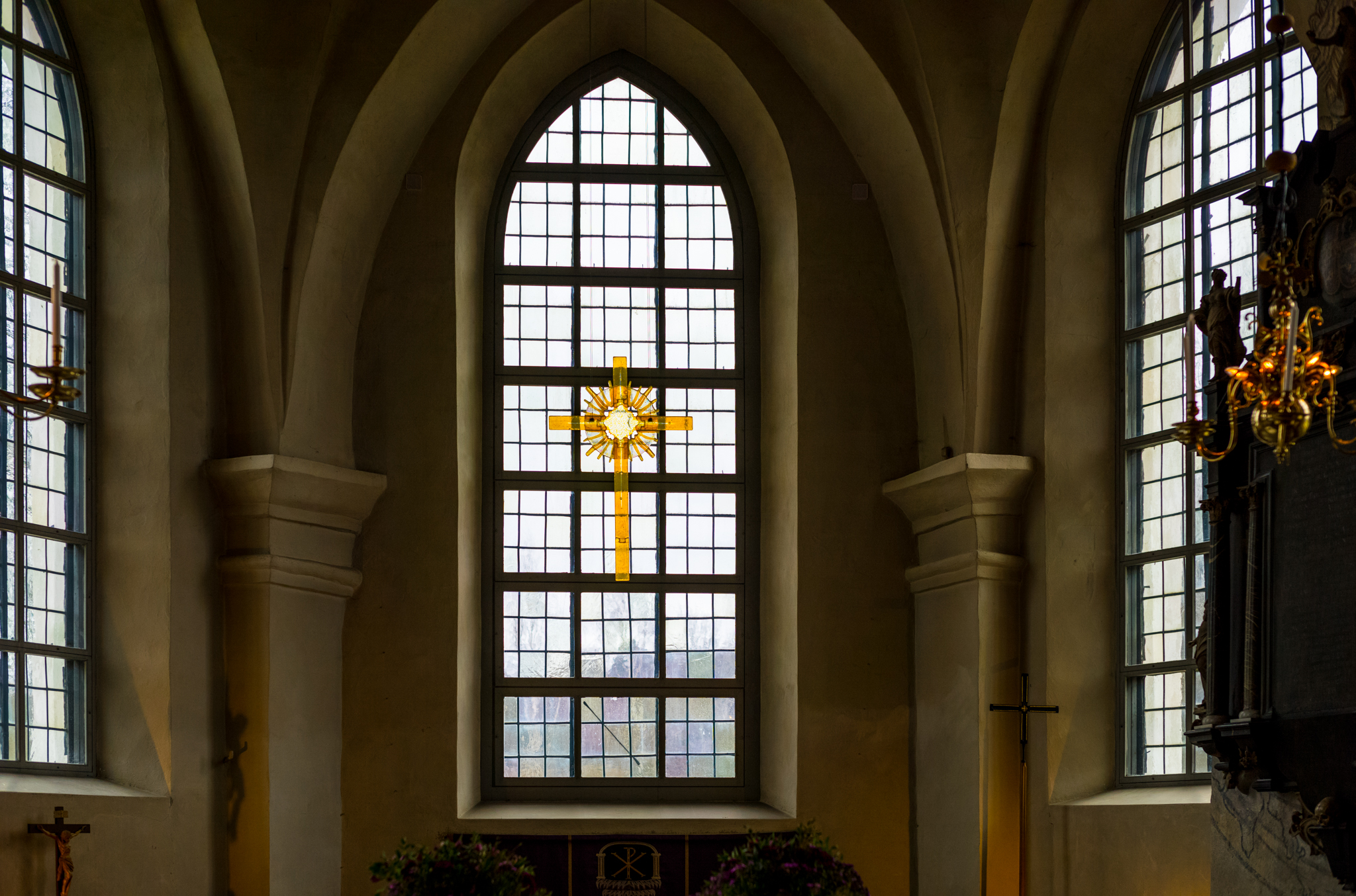
Fönster i koret
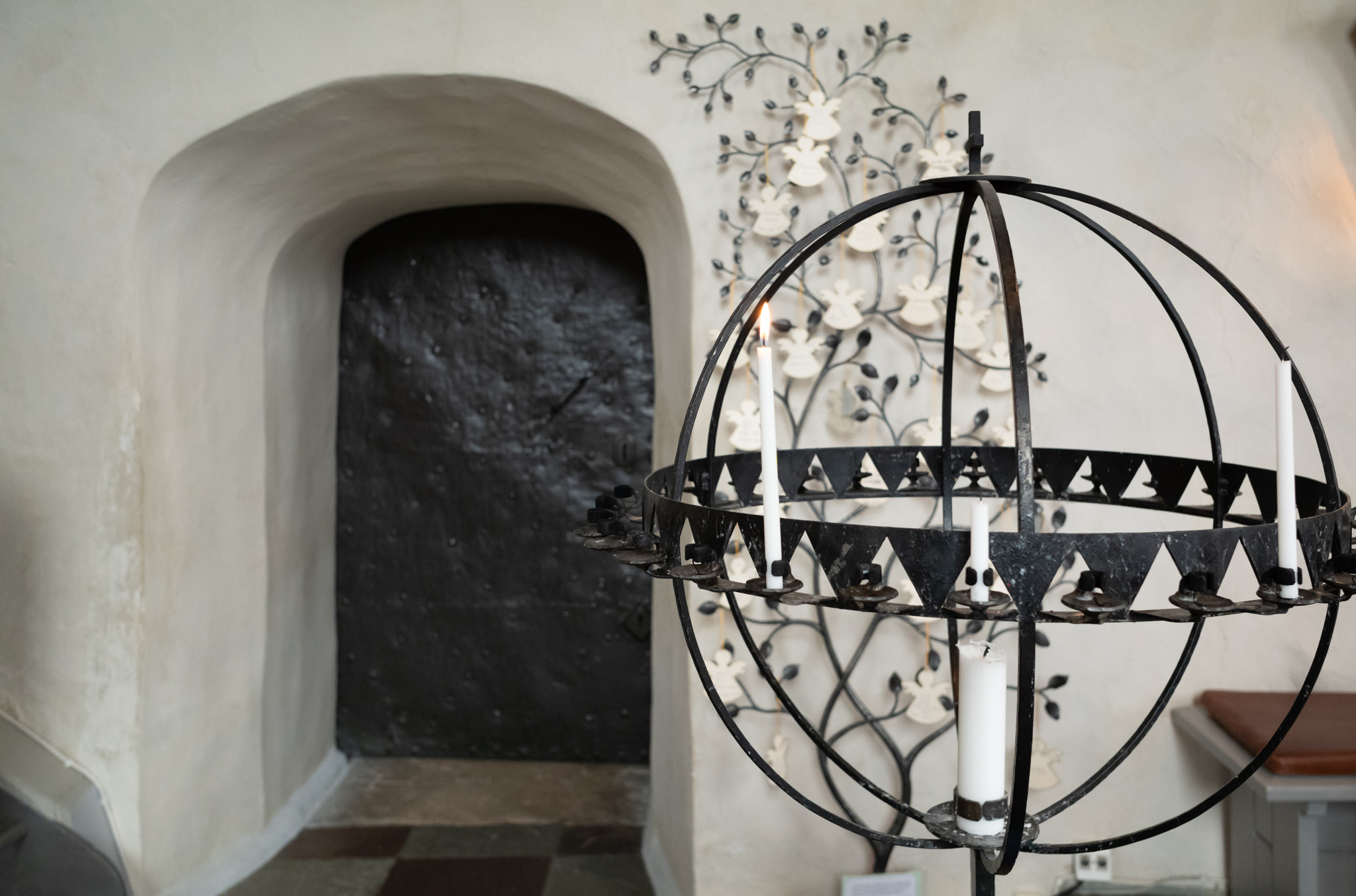
Ljus vi dörr till sakristian
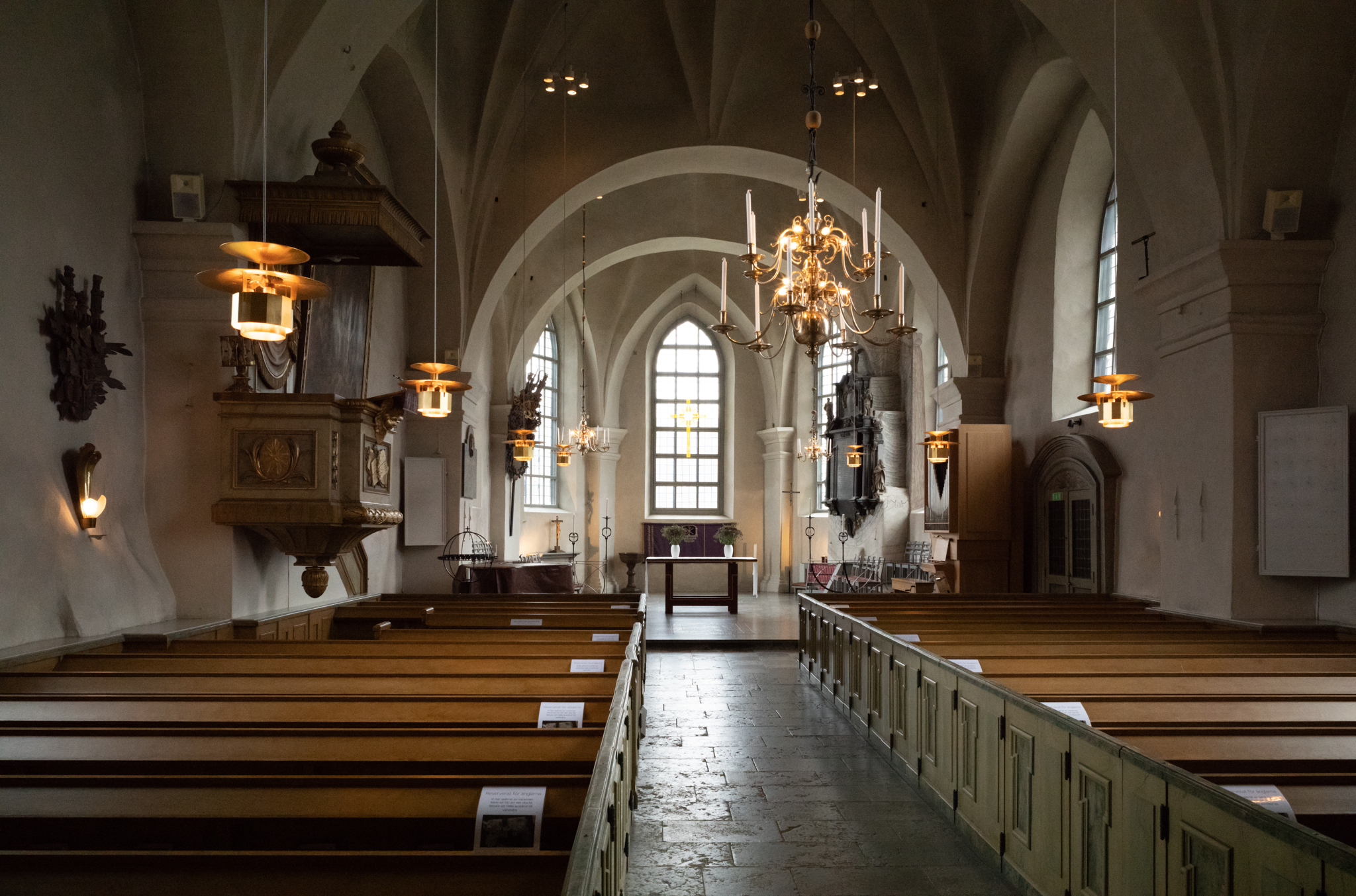
Interiör
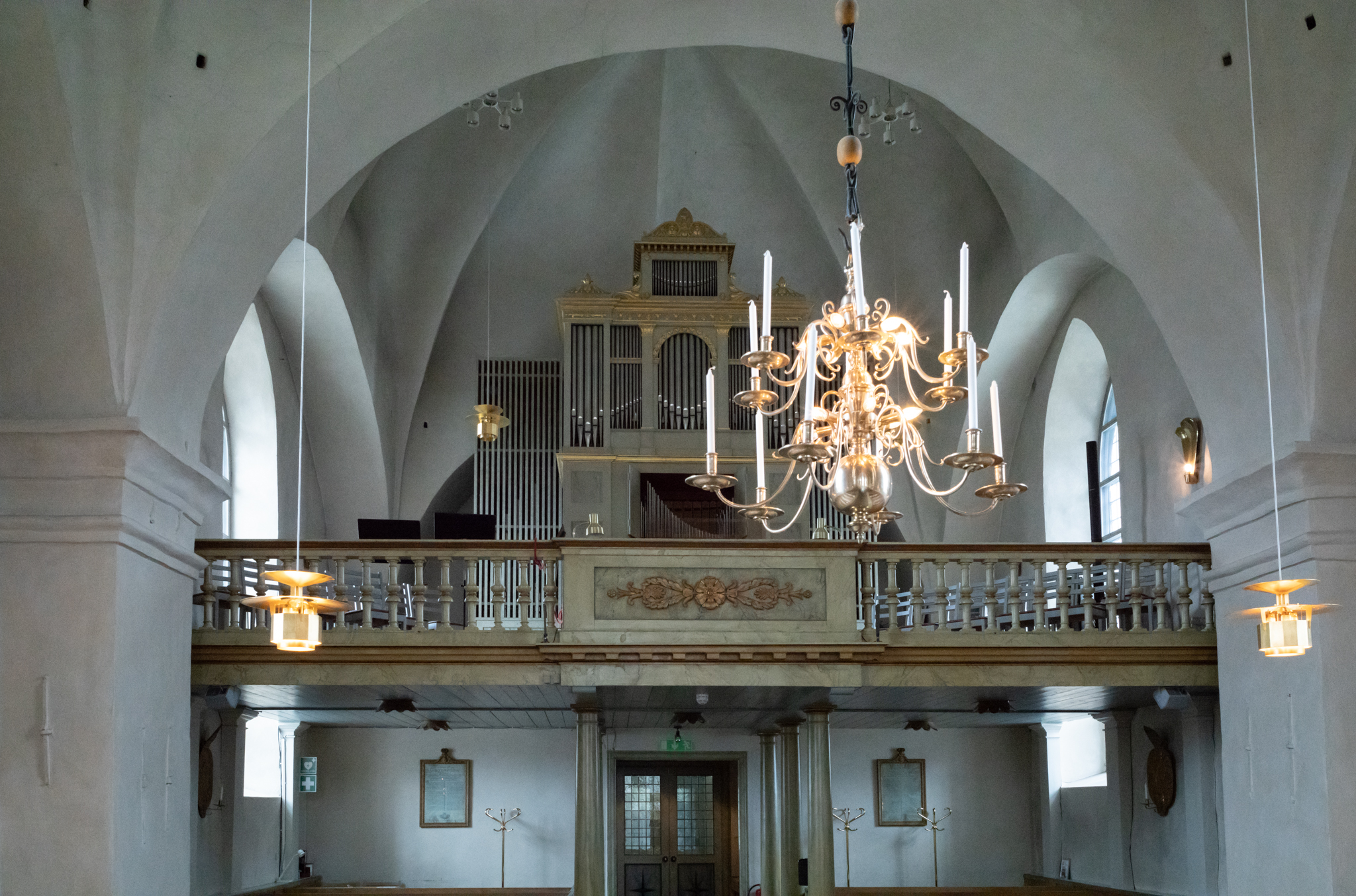
Orgeln

## Omgivning
- På en höjd öster om kyrkan, på socknens största gravfält från järnåldern med 110 gravar, står en klockstapel som uppfördes 1760 av Mathias Bergström. I stapeln hänger två klockor. Storklockan är från 1495 och göts om senast 1924. Lillklockan göts om senast 1655. Redan under 1600-talet fanns en klockstapel eftersom kyrktornet rasade in.
- Nordväst om kyrkan ligger den gamla prästgården.
- På kyrkogården norr om kyrkan står ett bårhus som uppfördes 1951 - 1952 efter ritningar av Evert Milles. Byggnaden är nästan kvadratisk med putsade fasader målade i vitt. Byggnaden har ett tälttak som är belagt med skiffer.

### Webbkällor
- anläggningspresentation
- Österåkers kyrka, Stockholm 2008, © Stockholms stift, Text: Niss Maria Legars, Foto: Mattias Ek
- Stockholms läns museum[död länk]